# Rois des mers
Snorri Sturluson, dans l’Edda en prose, donne une liste de ce qu'il appelle les rois des mers[C'est-à-dire ?] (vieil islandais sækonungar, de sær, « mer », et konungr, « roi »). Certains sont totalement inconnus, d'autres sont cités dans des kenningar, d'autres encore sont assimilables à des héros connus par ailleurs, mais pas forcément marins.

## Liste tirée duNafnathulur, strophes 1 à 5
- Atli
- Frodi
- Ali
- Glammi
- Beiti
- Ati
- Beimuni
- Audmund
- Gudmund
- Atal
- Gestil
- Geitir
- Gauti
- Gylfi
- Sveidi
- Gæir
- Eynef
- Gaupi
- Endil
- Skekkil
- Ekkil
- Skefil
- Solvi
- Half
- Hemlir
- Harek
- Gor
- Hagbard
- Hake
- Hraudnir
- Meiti
- Hiorolf
- Hraudung
- Hogni
- Mysing
- Hunding
- Hviting
- Heiti
- Mævil
- Hialmar
- Moir
- Hæmir
- Mævi
- Rodi
- Rakni
- Rer
- Leifi
- Randver
- Rokkvi
- Reifnir
- Leifnir
- Næfil
- Ræfil
- Nori
- Lyngvi
- Byrvil
- Kilmund
- Beimi
- Iorek
- Asmund
- Thvinnil
- Yngvi
- Teiti
- Virfil
- Vinnil
- Vandil
- Solsi
- Gautrek
- Hun
- Giuki
- Budli
- Homar
- Hnefi
- Horvi
- Sorvi